# 189th Airlift Wing

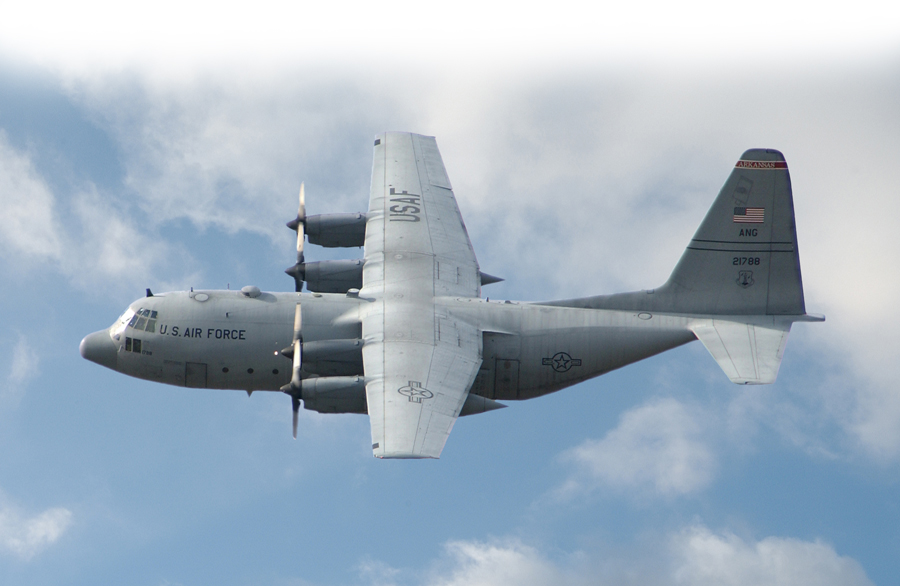
C-130H dello Stormo

Il 189th Airlift Wing è uno Stormo da trasporto dell'Arkansas Air National Guard. Riporta direttamente all'Air Education and Training Command. Il suo quartier generale è situato presso la Little Rock Air Force Base, Arkansas.

## Organizzazione
Attualmente, al settembre 2017, esso controlla:
- 189th Operations Group
  - 189th Operations Support Flight
  -  154th Training Squadron - Equipaggiato con C-130H
- 189th Maintenance Group
  - 189th Aircraft Maintenance Squadron
  - 189th Maintenance Squadron
  - 189th Maintenance Operations Flight
- 189th Mission Support Group
  - 189th Civil Engineer Squadron
  - 189th Force Support Squadron
  - 189th Logistics Readiness Squadron
  - 189th Security Forces Squadron
  - 189th Communications Flight
  - 189th Mission Support Flight
- 189th Medical Group
- 189th Comptroller Flight
- 154th Weather Flight